# روبرتو استلونه
روبرتو استلونه (به ایتالیایی: Roberto Stellone) (زادهٔ ۲۲ ژوئیهٔ ۱۹۷۷) بازیکن پیشین و مربی کنونی فوتبال اهل ایتالیا است. او در دوران بازی در پست مهاجم بازی می‌کرد. او آخرین بار هدایت تیم آسکولی را بر عهده داشت.
استلونه سابقهٔ هدایت تیم‌های فروزینونه، باری، پالرمو و آسکولی را در کارنامه دارد. به پاس صعود با تیم فروزینونه به سری آ، او جایزهٔ نیمکت نقره‌ای فصل ۱۵–۲۰۱۴ را دریافت کرد.